# Cornelis Kanalie
Cornelis Kanalie is een Surinaams politicus. Hij was van 2000 tot 2010 lid van De Nationale Assemblée voor BEP.

## Biografie
Cornelis Kanalie deed mee aan de verkiezingen van 2000 en was verkiesbaar in Brokopondo. Hij was lid van Broederschap en Eenheid in de Politiek (BEP) die deelnam in de partijalliantie Democratisch Alternatief '91 (DA'91). Hij maakte dat jaar zijn entree in De Nationale Assemblée (DNA). Tijdens de verkiezingen van 2005 werd hij herkozen, opnieuw voor BEP, maar op de lijst van de A-Combinatie. Hij was in 2006 een van de afgevaardigden van DNA tijdens de onthulling van het Monument 10 oktober 1760 op het gelijknamige plein. Tijdens de verkiezingen van 2010 was hij weer verkiesbaar maar verkreeg hij geen zetel. Na interne strubbelingen zegde hij in 2014 zijn lidmaatschap van BEP op.